# Shadow Zone
Shadow Zone es el tercer álbum de estudio de la banda de nu metal, Static-X publicado el 7 de octubre de 2003. Además de ser el primer álbum con Tripp Eisen como guitarrista. Según la crítica, es el mejor álbum y el más completo de la banda.

## Lista de canciones
1. "Destroy All" – 2:18
2. "Control It" – 3:05
3. "New Pain" – 2:57
4. "Shadow Zone" – 3:05
5. "Dead World" – 2:47
6. "Monster" – 2:14
7. "The Only" – 2:51
8. "Kill Your Idols" – 4:00
9. "All In Wait" – 4:01
10. "Otsegolectric" – 2:39
11. "So" – 3:40
12. "Transmission" – 1:38 (Instrumental)
13. "Invincible" – 4:05
14. "Gimme Gimme Shock Treatment" (Cover of the Ramones song) - 2:03 Bonus Track (Sólo en Japón)

## Posicionamiento

### Álbum
| Año  | Listas            | Posición |
| ---- | ----------------- | -------- |
| 2003 | The Billboard 200 | #20      |

### Sencillos
| Año  | Sencillo   | Listas                 | Posición |
| ---- | ---------- | ---------------------- | -------- |
| 2003 | "The Only" | Mainstream Rock Tracks | #22      |
| 2003 | "So"       | Mainstream Rock Tracks | #37      |

## Versión DVD - X-Posed
Shadow Zone está también disponible con un DVD llamado X-Posed. Fue producido por Troy Wallace y Speedway Films y dirigido por Atom Rothlein.

## Créditos
- Wayne Static - Voz principal, guitarra, teclados, programación
- Tripp Eisen - Guitarra
- Tony Campos - Bajo, coros
- Josh Freese - (In Studio) Batería (en estudio)
- Nick Oshiro - Batería (en conciertos)
- Tom Whalley - Productor ejecutivo
- Josh Abraham - Producción
- Steven Gilmore - Trabajo Artístico
- Ulrich Wild - Mezclas
- Ryan Williams - Ingeniero

- Datos: Q1460922